# Delphine von Schauroth
Delphine von Schauroth, née le 13 mars 1813 à Magdebourg et morte en 1887 à Munich, est une pianiste et compositrice allemande.

## Biographie
Delphine von Schauroth est née à Magdebourg dans une famille de l'aristocratie bavaroise, fille d'Eduard Friedrich Roger Georg von Schauroth (1774-1829) et de sa seconde épouse, Louise Teltz (1792-1847). Elle commence très tôt ses études de piano avec Friedrich Kalkbrenner à Paris. En 1822, elle fait ses débuts à Francfort-sur-le-Main lors d'un concert organisé par Carl Wilhelm Ferdinand Guhr (de). Dès l'âge de neuf ans, elle fait sensation et cela se confirme par la suite lors de tournées de concerts en Europe, l'année suivante, notamment à Paris et à Londres. Stendhal écrit en mai 1923 : « [elle] joue du piano à 9 ans comme Dussek à 40. » .

« En plus de son habileté, elle montre une sensation de profondeur rare dans sa présentation, et une autre virtuose du pianoforte que Miss von Schauroth n'aurait guère eu une telle autorité sur les nombreuses nuances caractéristiques des différentes écoles plus anciennes. Par exemple, dans le récital des œuvres de Beethoven, en particulier les belles sonates de Carl Maria von Weber, elle interprète les œuvres modernes de Czerny, Herz, Chopin et autres compositeurs pour piano, avec une grâce captivante et un éclat éblouissant »

— .

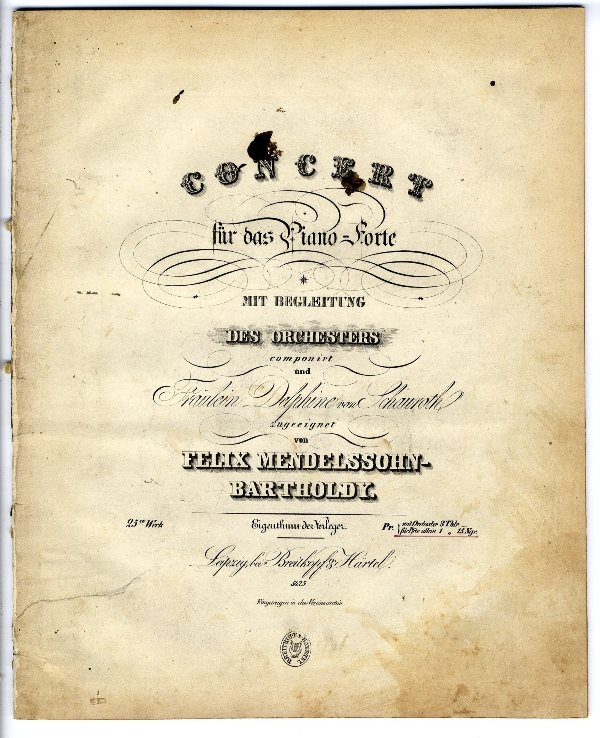
Page de couverture du Concerto pour piano no 1 en sol mineur de Mendelssohn, dédié à Mademoiselle Delphine von Schauroth

Quand Felix Mendelssohn visite Munich en 1831, il envisage le mariage avec von Schauroth et écrit à sa sœur Fanny qu'elle a composé un passage de son Concerto pour piano no 1 en sol mineur op. 25, « qui lui fait un effet saisissant ». Cependant, il n'a jamais révélé quel passage elle avait écrit. Le concerto a été créé en 1831 et Mendelssohn lui a dédié l'œuvre. Certains voient d'ailleurs dans l'impatience fiévreuse de l'œuvre, notamment de ses premières mesures, une véritable déclaration d'amour. Elle a joué ce concerto durant 40 ans.
En 1833, von Schauroth épouse le pasteur anglais Edwin Hill-Handley et s'installe à Londres, mais poursuit ses concerts. Mendelssohn déclare après son mariage « qu'elle devait dire au revoir à son mari comme une souris blanche à côté d'un chat noir ». En 1837, elle se sépare de son mari et retourne à Munich avec sa mère. Elle reprend son nom de jeune fille après le divorce.
Robert Schumann fait deux critiques bienveillantes de ses compositions de 1835 et 1837 dans Neue Zeitschrift für Musik, il fait l'éloge de leur musicalité, mais blâme l'exécution : « Aurais-je pu être là quand elle a écrit la sonate ! J'aurais tout regardé, les mauvaises quintes, les queues inharmonieuses, bref tout ; car c'est la musique dans son essence, la plus féminine qu'on puisse imaginer ; oui, elle se lèvera pour devenir romantique et avec Clara Wieck, il y aura deux amazones dans les rangées étincelantes. » Les commentaires de Schumann ne sont pas exempts de connotations érotiques.
En 1837, Schumann écrit : « Le Caprice […], avec ses petites faiblesses, est l'un des plus aimables. Les défauts sont ceux de l'inactivité, pas de l'adversité, le nerf musical se ressent partout, cette fois encore ce qui rend cette miniature intéressante. ».
En 1839, Schauroth joue à Munich « ce qui malheureusement ne peut être que très rarement entendu publiquement » lors du grand concert de Beethoven à l'occasion de l'inauguration du monument de Beethoven et « prouve sa maîtrise aux plus brillants ».
En 1848, elle épouse Stephan Freiherr Henning von Eberg, mais le mariage échoue et, en 1856, elle épouse Edward Knight et se sépare à nouveau.
En 1870, elle donne un concert, sous le nom de  "Frau Delphine v. Schauroth", à la mémoire de Felix Mendelssohn, décédé en 1847, et lui dédie le cinquième et le sixième de ses 6 Lieder ohne Worte, op. 18, avec les titres Venezia et Am Arno. Von Schauroth rejoint l’Association générale de musique allemande en tant que compositrice.
En 1881 (ou plus tôt ?) jusqu'à peu de temps avant sa mort, elle habite à Berlin-Charlottenburg.
Le fait que ce don fort après un début brillant se soit perdu dans les ténèbres est déjà regrettable pour les lexicographes de son époque « Il est très regrettable qu'une vie qui a commencé si brillamment doive, à tout point de vue, devenir sombre à sa fin ».
Son jeu se caractérise comme suit : « L'attaque est assez vigoureuse et uniforme, ce à quoi on peut s’attendre de la part d’une élève de école Kalkbrenner, et même jusqu'à une délicatesse exagérée ».
Elle serait morte à Munich.

## Œuvres
- 6 Lieder ohne Worte, op. 18, no 1, composé en 1830, publié en 1870.
- Sonate brillante en do mineur, publiée en 1834.
- Caprice en si bémol mineur, publié en 1836.
- Chanson sans mots en mi majeur.
- Sonate en la mineur.
- Sonate en mi majeur.